# Der Luftpirat und sein lenkbares Luftschiff
Der Luftpirat und sein lenkbares Luftschiff (auch bekannt als Kapitän Mors der Luftpirat, jedoch nicht zu verwechseln mit der gleichnamigen Serie von 1948) war eine deutsche Science-Fiction-Heftromanserie, die von 1908 bis ca. 1911/12 erschien. Es war die erste deutsche Serie dieser Art und vermutlich eine der ersten Science-Fiction-Romanheftserien der Welt. Nach Hans Joachim Alpers wies die Serie bereits alle Elemente der späteren Space Opera auf.

## Verlage
Die Serie wurde ursprünglich von der Druck- und Verlagsgesellschaft m. b. H. in Berlin verlegt. Ab Heft Nr. 94 erschien die Serie unter dem Titel Der Luftpirat im Verlag moderner Lektüre G.m.b.H in Berlin. Insgesamt entstanden 165 Ausgaben. 1914 wurden die Ausgaben 65 bis 86 vom Verlag P. Lehmann G.m.b.H. erneut aufgelegt, diesmal unter dem Titel Der Fliegerteufel.

## Autoren
Über den oder die Verfasser der Serie ist zurzeit nichts bekannt. Heinz J. Galle vermutet aufgrund diverser Textanalysen, dass zumindest einige Ausgaben von Oskar Hoffmann verfasst worden sein könnten.

## Die Hauptfigur
Der Luftpirat ist Kapitän Mors, der mit seinem lenkbaren Luftschiff sowie dem Weltenfahrzeug, dem Meteor, das auch tauglich ist für den Flug im Weltraum, gegen Verbrecher, aber auch Anarchisten kämpft.
Nach Heinz J. Galle beruht Mors auf zwei literarischen Vorbildern, die beide von Jules Verne stammen: Robur dem Eroberer und Kapitän Nemo.
Wie Nemo besitzen auch das Luftschiff und das Weltenfahrzeug eine indische Besatzung, und wie Nemo verfügt auch der Luftpirat über einen Stützpunkt auf einer geheimnisvollen Insel im Pazifik.

### Hintergrund
Kapitän Mors (von lat. mors = Tod) besitzt keinen weiteren Eigennamen. Im Text wird er auch Der Luftpirat oder Der Maskierte genannt.
Aus Band 1 (Der Beherrscher der Lüfte) lässt sich entnehmen, dass Mors bis zur Ermordung seiner Familie in Georgien wohnte, das zur Handlungszeit der Serie Teil des Russischen Reichs ist. Ob Mors auch georgischer Herkunft ist, bleibt unklar, denn aus einem Gespräch unter den Mördern seiner Familie lässt sich nur entnehmen, dass Mors in Georgien „seine verrückten Ideen von Menschenrechten“ verbreiten wollte. Außerdem soll Mors Kapitän eines U-Boots gewesen sein.
Die Familie von Mors wurde durch Verbrecher, die vermutlich sozialistische Revolutionäre sind, umgebracht. In Band 1 sucht Mors noch einmal den Tatort, offenbar seinen Familiensitz, auf, der nur noch aus Trümmern besteht. Nach eigenen Angaben hat sich der Kapitän immer für die Menschenrechte eingesetzt. Am Grab seiner Familie schwört er zuerst nur Rache an den Mördern zu nehmen, die er auf dem ganzen Erdenball suchen will:

„Aber dann kommen andere an die Reihe, überhaupt will ich erscheinen, wo Unrecht getan wird. Ueberall will ich, Kapitän Mors, auftauchen, erscheinen wie der Blitz aus heiterem Himmel, mit meinem wunderbaren Fahrzeug, welches mir Macht verleiht, will ich als rächender Vergelter auftreten. Die ganze Erde will ich ruhelos durchkreuzen, nicht eher will ich sterben, als bis ich dieses Lebenswerk vollendet habe. Nur einmal noch musste ich vorher die Stätte meines ehemaligen Glücks wieder sehen! Jetzt beginnt die Zeit der Rache!“

Vier der Täter, Orloff, Matuschewsko, Gregor und Wassil halten sich während einer von ihnen angestifteten Revolution in Odessa auf. An dem Aufstand nimmt auch die Schwarzmeerflotte des Russischen Kaiserreiches teil, die nun rote Fahnen als Zeichen der Revolution führt. Mors erscheint inkognito in Odessa und greift ein, in dem er Kosaken und Bürger auffordert, sich gegen die Revolutionäre zur Wehr zu setzen.
Es gelingt ihm anschließend, eine Reihe der Täter, die sich an Bord eines der revolutionären Schiffe befinden, zu verhaften. Allerdings entkommt Matuschewsko, offenbar einer der Anführer der Revolutionäre. Die Gefangenen werden von Mors und seiner Besatzung an der Reling des Luftschiffs gehenkt.
Der Inhalt der Handlung steht im Kontext zur Russischen Revolution von 1905 und der Meuterei auf dem Panzerkreuzer Potemkin.

### Äußeres Erscheinungsbild
Kapitän Mors besitzt braunes Haar, sein Gesicht ist durch eine Halbmaske teilweise verdeckt. Erkennbar sind ein Schnurrbart und ein Kinnbart, wie sie seinerzeit von Offizieren der Kaiserlichen Marine getragen wurden; diese äußere Ähnlichkeit war vermutlich von den Autoren beabsichtigt.
Mors trägt eine zeitgenössische blaue Marineuniform für Offiziere einschließlich einer Mütze mit einem goldenen Kapitänsstreifen. Bewaffnet ist er mit zwei Revolvern und einem schweren Degen.

### Nebenfiguren
Lindo ist sein noch jugendlicher indischer Diener, der mindestens zwei silberbeschlagene Pistolen besitzt sowie ein indisches Schwert. Er trägt als Obergewand einen weißen Burnus. Er spricht den Kapitän mit Sāhib an.
Der Ingenieur des Weltenfahrzeugs heißt Star.
Ein weiterer Mitarbeiter Mors heißt bezeichnenderweise Terror.
Professor van Halen, ursprünglich ein Gefangener des Kapitäns, später sein Mitarbeiter, unterstützt Mors bei der Entwicklung technischer Neuigkeiten.

## Die Fahrzeuge des Luftpiraten
Das lenkbare Luftschiff wird für den Verkehr in der Erdatmosphäre benutzt, das Weltenfahrzeug, der Meteor, für die Weltraumfahrt.
Eine Abbildung des Luftschiffs befindet sich in Band 59 (Der unheimliche Hochofen). Danach besitzt das Fahrzeug einen Rammsporn, Flügelschrauben, eine Mittelgalerie, die Räume von Kapitän Mors (Arbeitszimmer, Salon, Schlafzimmer), einen Instrumentenraum, Scheinwerfer, eine vordere und hintere Galerie, einen Maschinenraum, ein Wohnzimmer für den Steuermann, zwei Mannschaftsräume, einen Steuerraum und eine Vorratskammer.
Das Weltenfahrzeug wird in Band 32 (Kapitän Mors erste Fahrt im Weltenfahrzeug) vorgestellt; Mitentwickler ist Professor van Halen, der an dieser Stelle auch in die Handlung eingeführt wird. Es ist ganz aus Platin gebaut, das Mors aus Russland beschafft hat.
In Band 38 (Kapitän Mors Feinde im Weltenraume) unternimmt der Luftpirat zum ersten Mal eine Reise im Weltraum, in diesem Fall zur Venus.
Eine Abbildung des Weltenfahrzeugs findet sich in Band 42 (Im Todeskrater des neuen Planeten). Danach verfügt es über Fenster aus „stärkstem Glas“, eine luftdicht verschließbare Tür zur Außengalerie, einen Ausguck, eine obere Galerie, einen Riesenmagneten für den Antrieb, Leitungen für den Magneten mit „ungeheuren Diamanten“, einen Lenkapparat, eine Kraftzentrale, eine Einrichtung für die Luftversorgung, einen Elektrizitätsbehälter, einen Metallbehälter, Röhren für flüssige Luft, einen „Apparat für Gegenwirkung des Riesenmagneten, auf Diamanten montiert“ und das „Gelenk“ des Riesenmagneten.
Beide farbigen Abbildungen sind bei Galle, Der Luftpirat, auf den Seiten 34–37 reproduziert.

## Zeitebene der Handlung
Die Serie spielt zwischen 1905 und 1910/11. Sie geht auf aktuelle Ereignisse des Weltgeschehens ein, so das Erdbeben von Messina 1908.

## Außerirdische in der Handlung
Sowohl der Mond als auch die Venus und der Mars sind von intelligenten Lebewesen bewohnt. Auf einem Mond des Saturn existieren Kristall-Roboter, auf dem Merkur Flugsaurier. Die Marsianer leben unterirdisch und sind der Menschheit zivilisatorisch um Jahrtausende voraus, führen aber auch Krieg gegen die Venusier.

## Rezeption
Über die Rezeption der Serie ist, genrebedingt, wenig bekannt. Obwohl sie jahrzehntelang praktisch vergessen, da kaum zugänglich war, stach sie seinerzeit aus der Masse der Heftserien heraus:

„Ein Berliner Antiquar konnte sich sehr gut daran erinnern, dass der LUFTPIRAT die Sensation unter den Berliner Schülern war, als er im Jahre 1908 mit seinen Eltern nach Berlin zog. Zwischen 1909 und 1913 zählte der LUFTPIRAT zu den zehn beliebtesten Heftserien in den Städten Nord- und Mitteldeutschlands; er wurde hauptsächlich von den 10-16jährigen Jugendlichen gelesen.“

## Das Ende
Am 1. April 1916 wurde der Vertrieb der Serie zusammen mit 151 anderen Serien aufgrund eines Erlasses des Oberbefehlshabers in den Marken, Generaloberst Gustav von Kessel, datiert aus Berlin vom 22. März 1916, verboten. Die Druckplatten wurden vernichtet, so dass nach dem Ersten Weltkrieg keine Neuauflage stattfinden konnte.

## Zum Forschungsstand. Neuauflage der Serie
Im Vergleich zu zeitgenössischen amerikanischen Werken sah Nagl die Serie durchaus positiv:
Vergleicht man den „Luftpiraten“ mit der Science Fiction, die zur selben Zeit in den USA populär war, z. B. mit Edgar Rice Burroughs´ Mars-Romanen, die seit 1912 im „All-Story“-Magazin erschienen, so stellt die deutsche Serie in bezug auf astronomisches Interesse, räumliche Expansion und technische Phantasie sogar eine rational avanciertere Stufe der Science Fiction dar. Burroughs und andere amerikanische Autoren produzieren derweil Geschichten, die man als astronomisch-exotische Märchen mit technisch-magischem Inventar, atavistisch-reaktionärer Handlung und Gesellschaftsform bezeichnen kann.
Heinz J. Galle hat 2005 im Dieter von Reeken Verlag, Lüneburg, einen Auswahlband mit sechs Nachdrucken der Serie editiert und eine umfassende Einleitung über die Serie verfasst. Die Nachdrucke erschienen nicht mehr in Fraktur, sondern in Garamond.
Ralph Ehrig hat 2010 in Berlin damit begonnen, die Serie als Reprint zu edieren. Seine Mutter, die frühere Perry-Rhodan-Autorin Marianne Sydow, war bis zu ihrem Tode 2013 an der Edition beteiligt und ergänzte die Reprints mit Angaben zur Serie, diese Arbeit wurde von ihrem Sohn fortgeführt. Seit März 2020 ist der Nachdruck abgeschlossen und alle 165 Bände sind über die Website von Ralph Ehrig erhältlich.

## Titel sämtlicher Ausgaben
1. Der Beherrscher der Lüfte
2. Ein Kampf um Millionen
3. Kapitän Mors in Indien
4. Der Luftpirat im Diamantenlande
5. Abenteuer im unbekannten Lande
6. Der Schatz im feuerspeienden Berge
7. Das Geheimnis des Japaners
8. Die Meuterei in der Mandschurei
9. Die geheimnisvolle Insel des Kapitän Mors
10. Der unheimliche Ingenieur
11. Das lenkbare Luftschiff im Wirbelsturm
12. Ein Kampf in den Lüften
13. Das geheimnisvolle Bergwerk des Kapitän Mors
14. Der Elfenbeinschatz im Polarmeer
15. Die Rache des Malayen
16. Kapitän Mors als Gefangener
17. Ein Zweikampf zwischen Himmel und Erde
18. Kapitän Mors und die Verräter
19. Der unheimliche Wolkenkratzer
20. Der Millionenschatz-Turm des Tyrannen
21. Das Gefängnis auf der Teufelsinsel
22. Kapitän Mors´ schwerste Stunde
23. Das Geheimnis des Bergschlosses
24. Die Rache des Gouverneurs
25. Der Felsen des Todes
26. Die Gespenster-Eisenbahnbrücke am Schaho
27. Der Gold-Berg im Korallen-Meer
28. Der Sprengstoff des alten Mongolen-Zauberers
29. Das Diamantfeld in Transvaal
30. Die Spionin auf dem lenkbaren Luftschiff
31. Das Rätsel des Sulioten-Berges
32. Kapitän Mors erste Fahrt im Weltenfahrzeug
33. Das lenkbare Luftschiff im Geistergebirge
34. Kapitän Mors im Meteorstein-Regen
35. Im Kampf mit dem japanischen Luftschiff
36. Eine Fahrt mit dem Tode
37. Auf den Schienen der Wüstenbahn
38. Kapitän Mors Feind im Weltenraum
39. Die geheimnisvolle Zerstörungsmaschine
40. Die Empörung im Weltenfahrzeuge
41. Ein Kampf zwischen lenkbaren Luftschiffen
42. Im Todeskrater der neuen Planeten
43. Der Luftpirat unter dem Meere
44. Im Bannkreis der Vernichtung
45. Zwischen erbarmungslosen Feinden
46. Die Geheimnisse des Meteoriten
47. Der Turm des Todes von Damaskus
48. Die geheimnisvolle Flugmaschine
49. Die Reise nach dem Feuer-Planeten
50. Der Luftpirat am Nordpol
51. Wie Kapitän Mors seinen Todfeind vernichtete
52. Der Kampf mit den Bewohnern des Kriegs-Planeten
53. Der Luftpirat und die geheimnisvollen Waldräuber
54. Ein Verzweiflungskampf im Weltraum
55. Der Luftpirat beim Erdbeben von Messina
56. Die Weltenfahrer auf dem Riesen-Planeten
57. Ein Duell über den Wolken
58. Eine Rebellion in der Sternenwelt
59. Der unheimliche Hochofen
60. Abenteuer in der Welt des Todes
61. Die Vernichtungsschlacht in den Lüften
62. Das geheimnisvolle Haus auf dem Monde
63. Die Schreckensfahrt des Weltenfahrzeugs
64. Die Todesfahrt auf dem Mars-Kanal
65. Der Luftpirat auf dem Pariser Eiffelturm
66. Das Weltenfahrzeug zwischen den Riesen-Kometen
67. Die Feuerberge der geheimnisvollen Welt
68. Die Krater-Seen des unbekannten Planeten
69. Das Gespenster-Luftschiff des Amerikaners
70. Die geheimnisvollen Feindinnen des Kapitän Mors
71. Das Nebel-Luftschiff des Empörers
72. Der Untergang einer unbekannten Welt
73. In Fesseln auf brennendem Ballon
74. Die geraubte Fürstentochter
75. Der furchtbarste Kampf des Luftpiraten
76. Die Rätsel des unsichtbaren Planeten
77. Das seltsame Panzer-Luftschiff
78. In der Welt des Grausens
79. Das Duell der lenkbaren Luftschiffe
80. Der Tempel in der Mondlandschaft Plato
81. Die Geheimnisse des Luftpiraten
82. Die Luftfahrt auf der Metall-Platte
83. In den Krallen des Todes
84. Am Ende der Sonnenwelt
85. Der Geisterwald in der Mandschurei
86. Die letzte Reise des Weltenfahrzeugs
87. Zwischen Leben und Tod
88. Die geheimnisvolle Unterseemine
89. Kapitän Mors im Kampf mit Meuterern
90. Die Jagd nach der Dokumententasche
91. Ein Kampf um die Herrschaft in den Lüften
92. Der Geheimbund des Todes
93. Der Rebellen-General und sein Opfer
94. Der Totenkopf in der Kajüte
95. Die Gespensterschlucht in Arizona
96. Kriegsschiff und Flugmaschine
97. Rettung in letzter Stunde
98. Die Rache eines Weibes
99. Der geheimnisvolle Luftballon
100. Abenteuer im Lande der Freiheit
101. Das geheimnisvolle Goldbergwerk in Alaska
102. Der Tod im Weltenraum
103. Die Insel der Schrecken
104. Ein Entscheidungskampf über den Wolken
105. Die Töchter des Rajah
106. Der Schrecken im Sudan
107. Die verschollene Nordpolarexpedition
108. Das Geheimnis des verfallenen Schlosses
109. Im Feuerstrom des Halley-Planeten
110. Die Flugmaschine in den Meereswogen
111. Der Zwingherr des freien Bergvolkes
112. Das Geheimnis der Mondwelt
113. In Sibiriens Einöden
114. Das Lynchgericht zu Denver
115. Die Feinde der Erdbewohner
116. Die Todesfahrt mit dem Wahnsinnigen
117. Der Schrecken der Sierra
118. Die Selenitenfestung auf dem Monde
119. Die rätselhafte Flugmaschine
120. Die Fahrt in die Urwelt
121. Die Meuterei auf dem lenkbaren Luftschiff
122. Die Geheimnisse des Planeten Mars
123. Die Sträflingsinsel im Stillen Ozean
124. Mit dem Panzerboot in die Marswelt
125. An der Schwelle des Todes
126. Abenteuer auf dem neuen Planeten Vulkan
127. Die Luftflotte und ihr Besieger
128. Auf dem Krystall-Mond des Saturn
129. Die Luftschiffstation in der Wildnis
130. Der geheimnisvolle Detektiv
131. Das Geheimnis der schwarzen Felsen
132. Die Fahrt durch die Sternschnuppen
133. Das Luftschiff der Nebelberge
134. Die Signalstation am Mondkrater Cassini
135. Das Rätsel der Teufelsinsel
136. Die Verschollenen auf dem Mars
137. Der Schatz im alten spanischen Bergwerk
138. Der geheimnisvolle Mondkrater
139. Zwischen Himmel und Erde
140. Im Urmeer des fernsten Planeten
141. Der Eisenbahnzug im brennenden Walde
142. Das Weltenfahrzeug im Tal des Grausens
143. Der Perlenschatz im Indischen Ozean
144. Die Weltreise nach dem Feuerplaneten
145. Die Verschwörung der Geheimbündler
146. Im Reich des ewigen Todes
147. Inmitten entfesselter Naturgewalten
148. In den Wüsteneien des Mars
149. Der Panzerturm auf dem Schreckenskap
150. Die Götzenmauer im Mondkrater
151. Kapitän Mors und die Nachtreiter
152. Die Gletscherfee von Nanda-Devi
153. Die Flugmaschine in der Tundra
154. Die furchtbarste Stunde des Luftpiraten
155. Im Hinterhalt des Geheimpolizisten
156. Ohne Steuer im Weltenraum
157. Die Fahrt ins Verderben
158. Der Untergang des Weltenfahrzeug
159. Im Gletschereis begraben
160. Der Kampf um das Luftschiffmodell
161. Zwischen Leben und Tod
162. Das geheimnisvolle Weltenfahrzeug
163. Der Todesweg im lenkbaren Luftschiff
164. Im Kampf mit dem Todfeinde
165. Die Stunde der Entscheidung